# Зодіак (срібна монета)
«Зодіа́к» — срібна пам'ятна монета номіналом 10 гривень, випущена Національним банком України. Присвячена системі з дванадцяти астрологічних знаків, кожен з яких відповідає певному сузір'ю. Зодіак виник завдяки спостереженням за зоряним небом древніх цивілізацій і слугував інструментом для орієнтації в часі та просторі, передбачення змін пір року та планування сільськогосподарських робіт. Згодом знання про цю систему поширилися на багато культур, ставши частиною міфології, релігії та астрології. Ця пам'ятна монета символізує вічний зв'язок між людиною та всесвітом, уособлюючи давню традицію вивчення зірок та віру в їхній вплив на долю людини.
Монету введено в обіг 27 лютого 2025 року. Вона належить до серії «Знаки зодіаку».

## Опис монети та характеристики
| Номінал грн | Метал            | Маса, грам   | Діаметр, мм | Якість виготовлення       | Гурт                           | Тираж, штук |
| ----------- | ---------------- | ------------ | ----------- | ------------------------- | ------------------------------ | ----------- |
| 10          | срібло 925 проби | 31,1 / 33,62 | 38,61       | спеціальний анциркулейтед | гладкий із заглибленим написом | 5 000       |

### Аверс

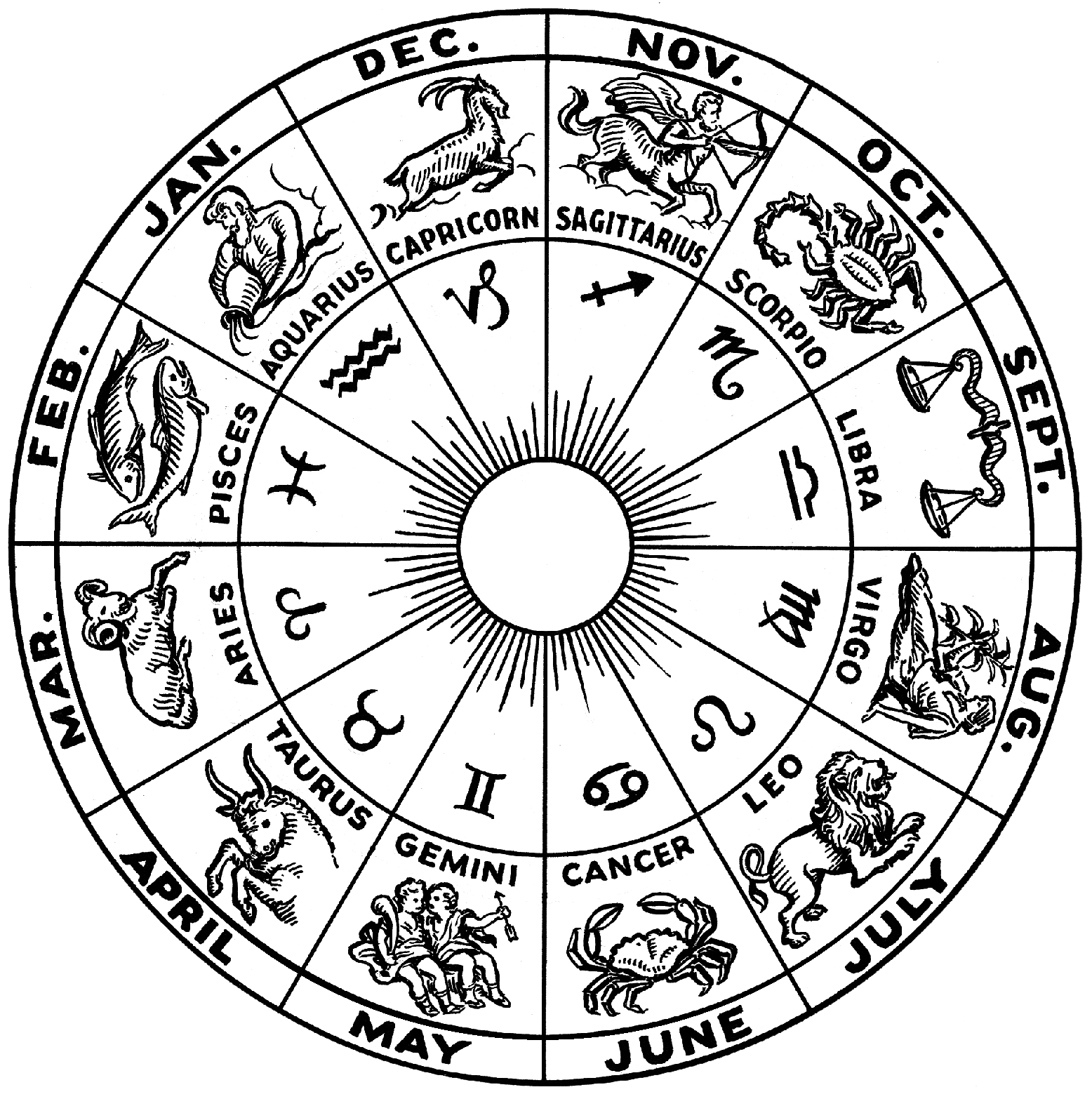
Сучасне колесо зодіаку

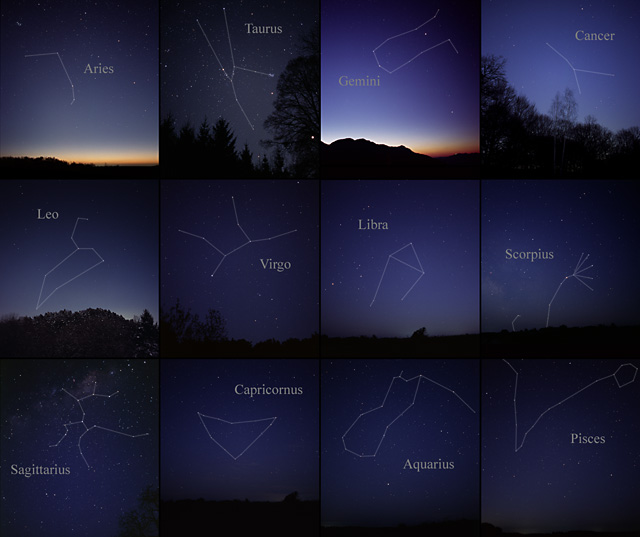
Астрофотографії 12 сузірь зодіаку

На аверсі монети на дзеркальному тлі зображені зодіакальні сузір'я, об'єднані колом і розділені на дванадцять рівних секторів, астрологічні знаки і написи: «ОВЕН», «ТЕЛЕЦЬ», «БЛИЗНЮКИ», «РАК», «ЛЕВ», «ДІВА», «ТЕРЕЗИ», «СКОРПІОН», «СТРІЛЕЦЬ», «КОЗЕРІГ», «ВОДОЛІЙ» і «РИБИ». Знаки зодіаку розміщені в порядку проти годинникової стрілки відповідно до руху земної осі, що символізує безперервний рух небесних тіл та циклічність часу. У центрі композиції розташовано номінал «10» та графічний символ гривні, а також напис «УКРАЇНА», рік карбування монети «2025» і малий Державний Герб України, об'єднані сузір'ям.

### Реверс
На реверсі монети зображено мальовниче українське село під зоряним небом. Хлопчик, сидячи на невеликому пагорбі, захоплено спостерігає за сузір'ями, символізуючи мрійливість, прагнення до знань і зв'язок із рідним домом. На задньому тлі — вечірній пейзаж із хатами, садами й вітряком, що створюють атмосферу спокою та гармонії, нагадуючи про теплі моменти дитинства.

## Автори
- Художник — Сагач Андрій.
- Скульптор — Атаманчук Володимир.

## Вартість монети
Під час введення монети в обіг 2025 року, Національний банк України реалізовував монету за ціною 3778 гривень.
Фактична приблизна вартість монети, з роками змінювалася так:
| Рік       | 2025  | 2026 | 2027 |
| --------- | ----- | ---- | ---- |
| Ціна, грн | 4 700 |      |      |